# Silício flexível
O silício flexível se refere a uma peça flexível de silício monocristalino. Vários processos foram demonstrados na literatura para a obtenção de silício flexível a partir de pastilhas de silício de cristal único (antes ou após a fabricação de circuitos CMOS). O silício flexível é resistente ao calor até 260 °C.

## Processos
A abordagem de liberação de proteção do etch e o etch traseiro são alguns exemplos de como isso pode ser alcançado. Essas técnicas têm sido amplamente utilizadas para demonstrar versões flexíveis de dispositivos compatíveis com CMOS de alto desempenho tradicionais, incluindo transistores de efeito de campo de barbatana 3D (finFETs), semicondutor de óxido metálico/capacitores isolantes de metal (MOSCAPs e MIMCAPs), capacitores ferroelétricos e dispositivos resistivos, e geradores termoelétricos (TEGs).